# Килими Гасимушаги
 «Касимушаги» — азербайджанські ворсові килими, що належать до джебраїльської групи  карабаського типу. Назва цього килима пов'язана з назвою Касимушаги — жителів сіл Шамкенд, Аріклі, Кюрдгаджи, Чорман та Шальва, розташованих на 50 кілометрів північніше нинішнього районного центру міста Лачін. Касим — це ім'я шанованого чоловіка, який колись там жив. У тих селах донедавна ткали килими високої якості, але відтоді вони втратили свої технічні та художні принади та перейшли в розряд низькосортних. Варто відзначити, що килими «Касимушаги» виробляли не лише на зазначеній території, а й у всіх килимоткацьких пунктах Карабаху. Однак килими, виткані в Агджабеді та Шуші, за якістю і художніми властивостями значно перевершують інші.

## Художні особливості

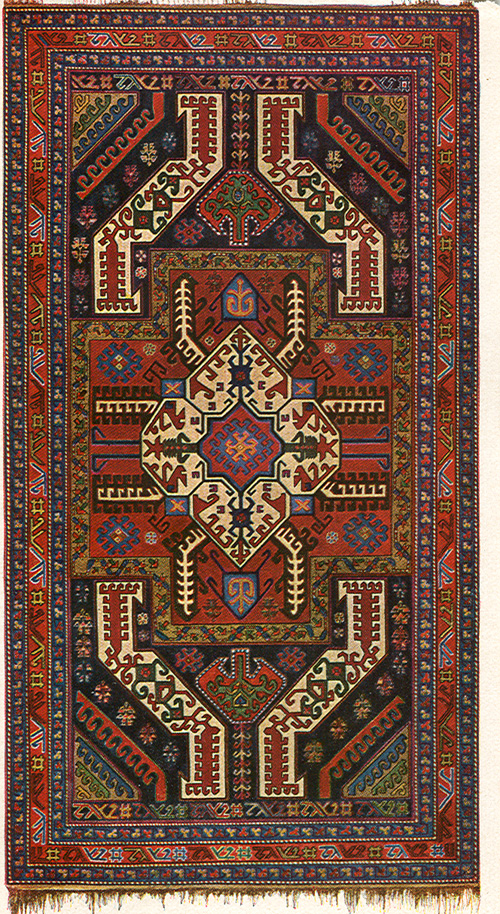
Килим «Гасимушаги» кінця XIX століття.

Серединне поле килимів «Гасимушаги» вирізняється складністю. Його композиція складається з різних деталей та елементів і з художньої точки зору вважається оригінальною. У центрі килима розташований великий  гьоль , оточений облямівкою. В середині гьоля присутній чотиригранний медальйон (хонча). Від боків гьоля розходяться вусібіч чотири пари сплетених гілок. Деякі мистецтвознавці помилково вважають цей гьоль і гілки  «Кара гуртом» (чорний жук). 
У нижній та верхній частинах серединного поля розташована пара великих білих голів , які за формою тотожні гілкам, які відходять від центрального гьоля. Між цими двома «голами» (у верхній та нижній частинах великого гьоля) розташовані губпа, які є характерними лише для цього килима та гармонують із загальним малюнком узору. Килимоткачі Карабаху вважають, що ця губпа є «табарзином», «балтою», а деякі вважають, що це зображення Ерсина. 
Композиція килимів «Касимушаги», створених у XVIII столітті, видається більш складною, ніж килимів, витканих у XIX столітті. Бордюрна облямівка цього килима складається з декількох смуг, але характерною для цього килима вважають малу облямівку, яка отримала у ткачів назву «Оджаг», що значить багаття, вогнище.

## Структура та технічні особливості

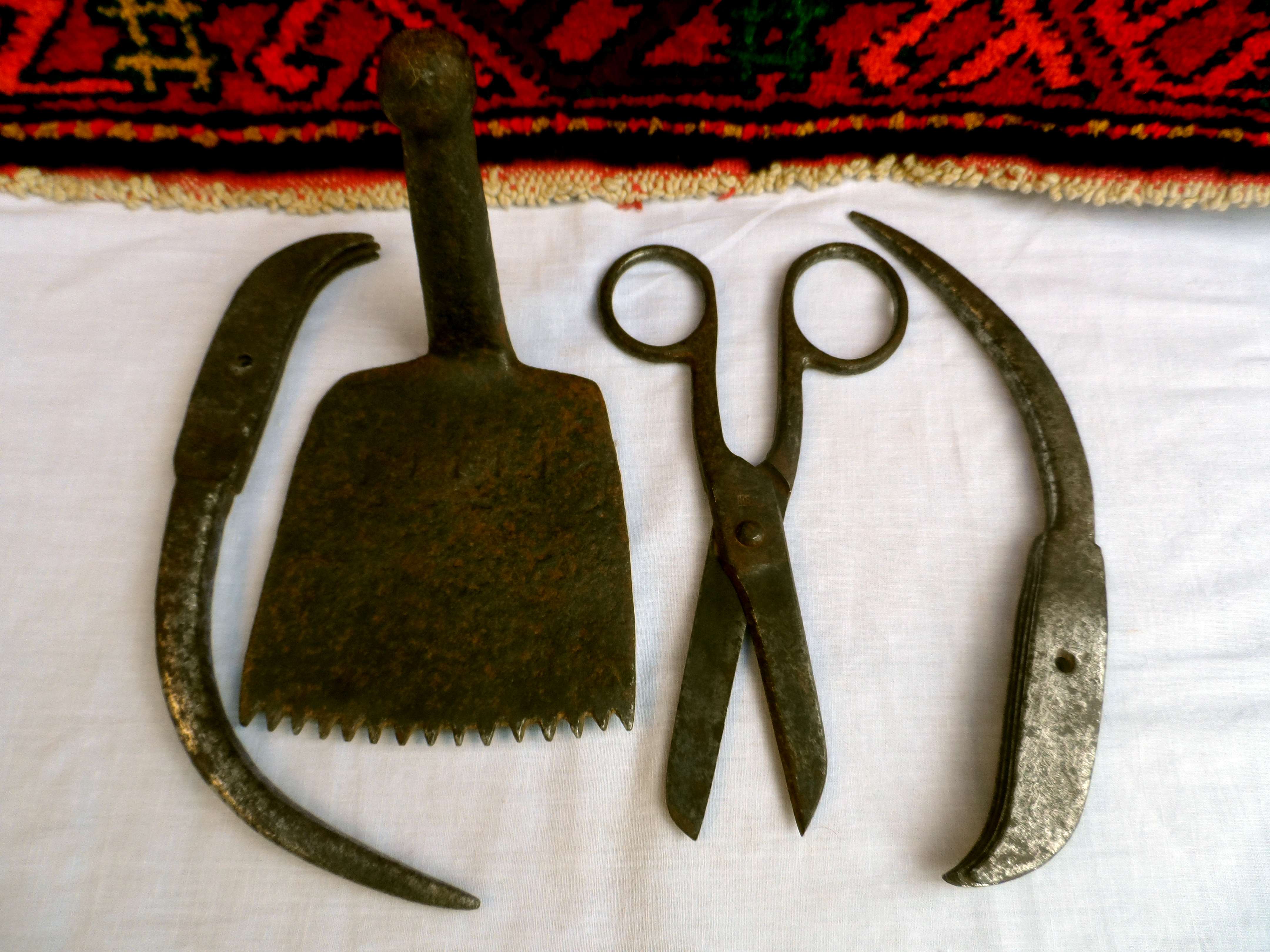
Килимоткацькі інструменти.

Килими «Касимушаги» зазвичай бувають малих та середніх розмірів. У XVII — XVIII століттях виробляли були килими «Касимушаги» великого формату. 
На кожний квадратний дециметр припадає від 30 × 30 до 40 × 40 вузлів (на кожний квадратний метр — від 90 000 до 160 000 вузлів). 
Висота ворсу дорівнює 7—10 мм.
Килими «Касимушаги» вважають одними з найкращих килимів Карабаського типу.

## «Касимушаги» у філателії
2007 року в Празі відбулася виставка кавказьких килимів. У виставці чеські представники ознайомилися з деякими килимами карабаської школи азербайджанського килима. Через деякий час у Чехії були випущені поштові марки із зображенням Килимів. На цих марках були представлені фотографії «карабаських килимів XIX століття». 
Одна з випущених у квітні 2010 марок із зображенням килимів XIX  століття, зображує ворсовий вовняний килим «Касимушаги»  (228 ×155) з Лачина. Як й інші килими Карабахської школи, цей килим вирізняється яскравими квітами, у центрі - візерунок геометричної форми, краї ж — типової форми з зображенням квітів. При виробництві таких килимів використовують лише вовняну пряжу. Вартість  поштової марки становить 21 чеська крона. На кожній сторінці розташовано по чотири марки розміром 40 × 50 мм.